# Jeff Minter
Jeff Minter, detto Yak (Reading, 22 aprile 1962), è un programmatore e autore di videogiochi britannico.
Ha fondato la software house Llamasoft nel 1982 ed è noto per il suo stile psichedelico.

## Biografia
Dopo avere imparato a programmare su un Commodore PET durante la fine degli anni 1970, iniziò a sviluppare titoli commerciali nel 1981 con un clone di Centipede per Sinclair ZX81, macchina allora molto diffusa nel Regno Unito.
Nel 1982 arriva sul Commodore VIC-20 con Andes Attack, un clone di Defender, dove sono già presenti le tematiche principali che avrebbero in seguito caratterizzato la maggior parte dei suoi lavori: l'utilizzo di colori psichedelici, azione frenetica e la presenza di animali come lama, pecore, yak e simili.
Sempre nel 1982, finanziato da sua madre, fonda la propria società di sviluppo, la Llamasoft, etichetta indipendente tuttora esistente. Inizialmente si occupava di piattaforme a 8 bit: ZX80, ZX81, VIC-20, Atari VCS e Commodore 64. Su quest'ultimo computer arrivò il maggiore successo, grazie alle sue opere più estreme ottenute padroneggiando il linguaggio Assembly, che imparò da autodidatta e permette di realizzare programmi veloci nonostante la presenza di parecchi effetti grafici e sonori.
Tra il 1982 e il 1985 pubblicò molti titoli storici come Gridrunner, Abductor, Batalyx, Hover Bovver e soprattutto Attack of the Mutant Camels (1983), il titolo più simbolico di Minter. Qui compaiono i famosi cammelli giganti, vagamente ispirati ai robot AT-AT del film L'impero colpisce ancora, che ritorneranno in altri titoli.
Iridis Alpha (1986) fu un titolo molto particolare, realizzato con il metodo dell'improvvisazione, senza un preciso design.
Minter venne coinvolto anche nello sviluppo della mai commercializzata console Konix Multisystem.
Negli anni '90 Minter iniziò a ridurre la sua presenza nel mercato videoludico, pur con diverse produzioni per Amiga e Atari ST all'inizio del decennio.
Tra i sistemi di nuova generazione, a metà decennio si interessò soprattutto alla console Atari Jaguar, programmando Tempest 2000 (1994), remake del classico videogioco arcade Tempest, e Defender 2000 (1996), remake di Defender, entrambi pubblicati da Atari.
Negli anni 2000 Minter era ancora un'icona del mondo videoludico indipendente, ma la produzione riguardò soprattutto software non ludici, come il lettore multimediale di Xbox 360 VLM3: Neon (terzo di una serie si sintetizzatori di luci), e remake come Space Invaders Extreme. Un titolo notevole di questo periodo è Space Giraffe (2008), un altro dei diversi giochi di Minter ispirati a Tempest.
Unity, un videogioco per Nintendo Gamecube che sarebbe stato pubblicato da Lionhead Studios, venne abbandonato nel 2004.
Negli anni successivi continuò il suo interesse per la psichedelia e per Tempest. Le produzioni includono Minotaur Rescue (2011), esclusivo per iOS, TxK (2014), esclusivo per PlayStation Vita, e Polybius (2017), ispirato alla leggenda metropolitana di Polybius.
Minotaur Rescue diede inizio alla serie Minotaur Project di 9 giochi in stile rétro sulla piattaforma moderna iOS. Nonostante le ottime recensioni, Minter sostiene che questa serie fu un insuccesso commerciale e fu interrotta dopo due anni.

## Videogiochi
Generazione 8-bit
- Centipede (ZX81, 1981)
- 3D 3D! (ZX81, 1981)
- Andes Attack (Commodore VIC-20, 1982) (anche noto come Aggressor, Bomber, Bomb Buenas Aires)
- Blitzkrieg (Commodore VIC-20)
- Deflex (Commodore VIC-20)
- Rox III (Commodore VIC-20/ZX Spectrum)
- Bomber o City Bomber (ZX Spectrum, 1982), clone di Blitz
- Graphic Creator (ZX Spectrum, 1982), utilità
- Super Deflex (ZX Spectrum, 1982)
- Metagalactic Llamas Battle at the Edge of Time (Commodore VIC-20/ZX Spectrum), anche noto come Meta-Llamas
- Gridrunner (Atari/C64/ZX Spectrum, 1982)
- Abductor (Commodore VIC-20, 1982)
- Traxx (Commodore VIC-20/ZX Spectrum, 1983)
- Matrix (Atari/C64, 1983)
- Laser Zone (C64, 1983)
- Attack of the Mutant Camels (Atari/C64, 1983) (Advance of the Mega Camels in America)
- Revenge of the Mutant Camels (C64, 1983)
- Headbangers Heaven (ZX Spectrum, 1983)
- Ancipital (C64, 1984)
- Hover Bovver (Atari/C64, 1984)
- Psychedelia (C64/ZX Spectrum/MSX, 1984) – sintetizzatore di luci.
- Sheep in Space (C64, 1984)
- Hellgate (Commodore VIC-20, 1984)
- Mama Llama(C64, 1985)
- Colourspace (Atari, 1985) – sintetizzatore di luci.
- Batalyx (C64, 1985)
- Iridis Alpha (C64, 1986)
- Voidrunner (C64, 1987)
- Return of the Mutant Camels (Atari/C64, 1988) (anche noto come Revenge of the Mutant Camels 2)

Generazione 16-bit
- Andes Attack (Atari ST, 1988)
- Trip-a-Tron (Atari ST/Commodore Amiga, 1988)
- Bombuzal (Amiga/Atari ST, 1988) - Minter progettò solo un livello
- Super Gridrunner (Atari ST/Commodore Amiga, 1989)
- Defender II (Atari ST/Commodore Amiga, 1990)
- Photon Storm (Atari ST/Commodore Amiga, 1990)
- Defender 2 (Atari ST, 1990)
- Llamatron: 2112 (Atari ST/Commodore Amiga, 1991, PC, 1992)
- Hardcore (Atari ST, 1992)
- Revenge of the Mutant Camels (versione migliorata) (Atari ST/Commodore Amiga, 1991, PC, 1994)

Generazione 32-bit
- Tempest 2000 (Atari Jaguar, 1994)
- Defender 2000 (Atari Jaguar, 1995)
- Llamazap (Atari Falcon, 1995)
- Virtual Light Machine 1 / VLM1 (Atari Jaguar CD, 1995), simulatore di luci
- Tempest X3 (PS1, 1996)
- Virtual Light Machine 2 / VLM2 (lettore DVD Nuon, 2000)
- Tempest 3000 (lettore DVD Nuon, 2000)
- Hover Bovver 2: Grand Theft Flymo (PC, 2002)
- Gridrunner++ (PC, 2002)

Titoli successivi
- Unity (GameCube, annullato)
- Neon / Virtual Light Machine 3 / VLM-3 (Xbox 360, 2005)
- Space Giraffe (Xbox 360/PC, 2008)
- Space Invaders Extreme (Xbox 360, 2009)
- Gridrunner Revolution / Gridrunner +++ (PC, 25 settembre 2009)
- TxK (PlayStation Vita, 2014), successore di Tempest 2000 e Tempest 3000.
- Polybius (PlayStation 4/Windows, 2017)
- Akka Arrh (Microsoft Windows, PlayStation 4, Xbox One, Nintendo Switch, 20 Febbraio 2023)
- I, Robot (Microsoft Windows, PlayStation 5, Xbox Series X e Series S, Nintendo Switch, 2025)

Serie Minotaur Project
Videogiochi in stile classico per iOS:
- Minotaur Rescue (iPod touch/iPhone 3GS/iPad/iPhone 4, 2011)
- Minotron: 2112 (iPod touch/iPhone 3GS/iPad/iPhone 4, 2011)
- GoatUp (iPod touch/iPhone 3GS/iPad/iPhone 4, 2011)
- Caverns of Minos (iPod touch/iPhone 3GS/iPad/iPhone 4/iPhone 4S)
- Gridrunner (iPod touch/iPhone 3GS/iPad/iPhone 4/iPhone 4S/Mac/Android) - Primo titolo della serie uscito anche su Mac e Android.
- Five A Day (iPod touch/iPhone/iPad)
- Super Ox Wars (iPod touch/iPhone/iPad) - Titolo arcade in stile Xevious – Primo sparatutto a scorrimento verticale di Llamasoft
- Deflex (iPod touch/iPhone/iPad) Rompicapo e remake di uno dei primi titoli sviluppati da Llamasoft
- GoatUp 2 (iPod touch/iPhone/iPad, 2013) Sequel di GoatUp. Platform con un level editor integrato